# Condado de Monroe (Flórida)
O condado de Monroe (em inglês:  Monroe County) é um dos 67 condados do estado americano da Flórida. A sede e cidade mais populosa do condado é Key West. Foi fundado em 3 de julho de 1823.

## Geografia
De acordo com o United States Census Bureau, o condado possui uma área de 9 680 km², dos quais 2 547 km² estão cobertos por terra e 7 133 km² por água.
É neste condado que se encontram localizadas a maior parte das ilhas Florida Keys. A cidade de Key West é a mais meridional de toda a parte continental dos Estados Unidos.

## Demografia
Segundo o censo nacional de 2010, o condado possui uma população de 73 090 habitantes e uma densidade populacional de 29 hab/km². Possui 52 764 residências, que resulta em uma densidade de 21 residências/km².
Das cinco localidades incorporadas no condado, Key West é a mais populosa e a mais densamente povoada, com 24 649 habitantes e densidade populacional de 1 702 hab/km². Layton é a menos populosa, com 184 habitantes. De 2000 para 2010, a população de Key Colony Beach cresceu 1% e a de Marathon reduziu em 19%. Apenas uma localidade possui população superior a 10 mil habitantes.